# Arachnocampa luminosa
Espèce
Arachnocampa luminosa est une espèce d'insectes diptères de la famille des Keroplatidae. Les larves de cette mouche endémique de Nouvelle-Zélande sont bioluminescentes.

## Biologie

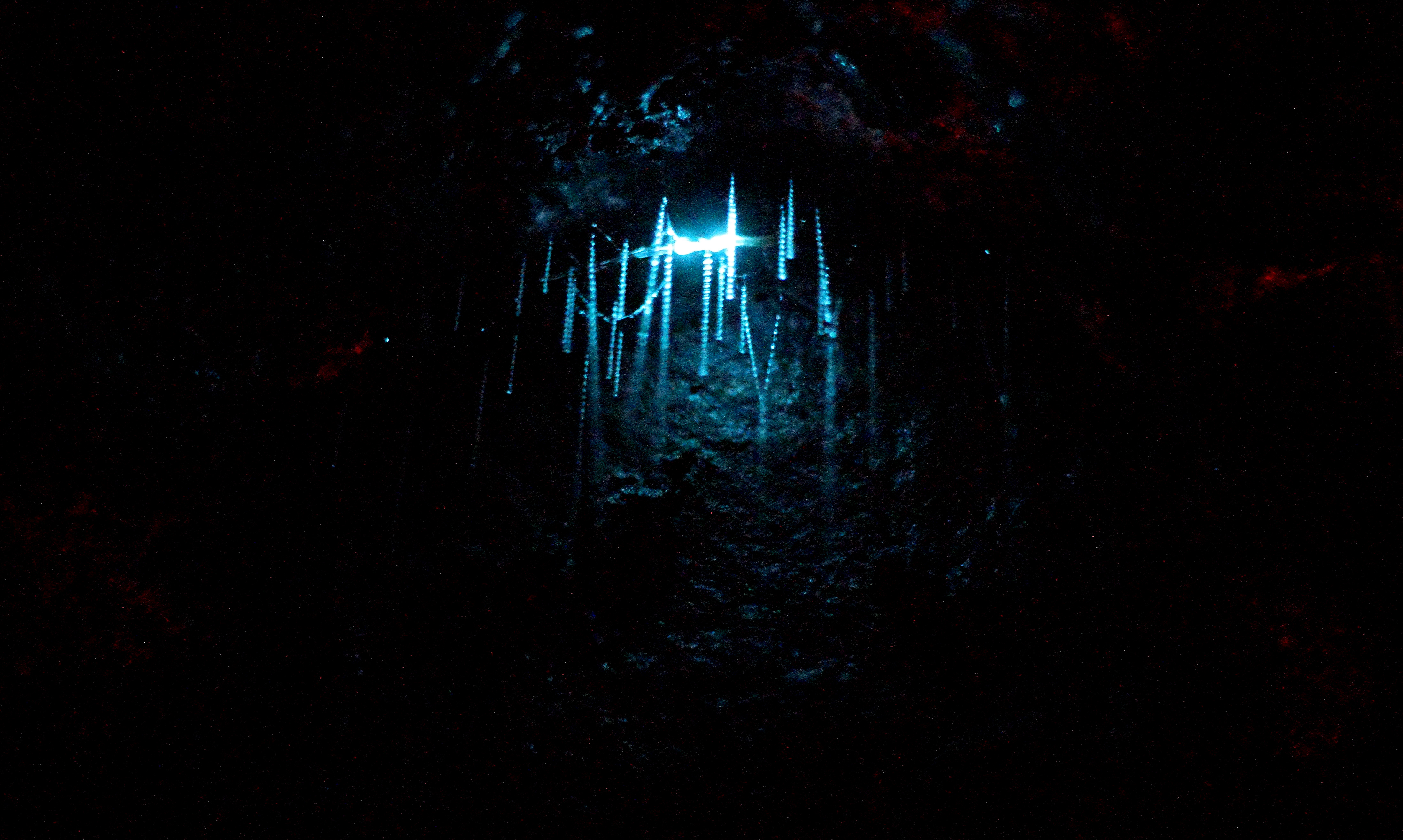
Larves bioluminescentes dans une grotte.

Les larves dénommées glowworm par les anglophones et localement en Nouvelle-Zélande titiwai sont bioluminescentes, grâce à une réaction biochimique se déroulant dans les tubules du système excréteur des larves : les tubes de Malpighi,.
Cette luminescence joue un rôle en termes d'attraction de proies (des Diptères principalement, qui constituent 86 % de toutes les proies dans la nature et 89 % dans les grottes). Ces diptères sont attirés par la lumière, et viennent se coller aux gouttelettes de mucus adhésif accrochées aux fils verticaux). 
Cette lumière attire aussi dans les pièges des araignées, coléoptères, hyménoptères, orthoptères, trichoptères, gastéropodes, acariens, et Neuroptera (l'ordre de cette liste étant des proies les plus fréquentes aux plus rarement trouvées). Cependant, aucun adulte d'A. luminosa n'est capturé par ces pièges.

## Bibliographie

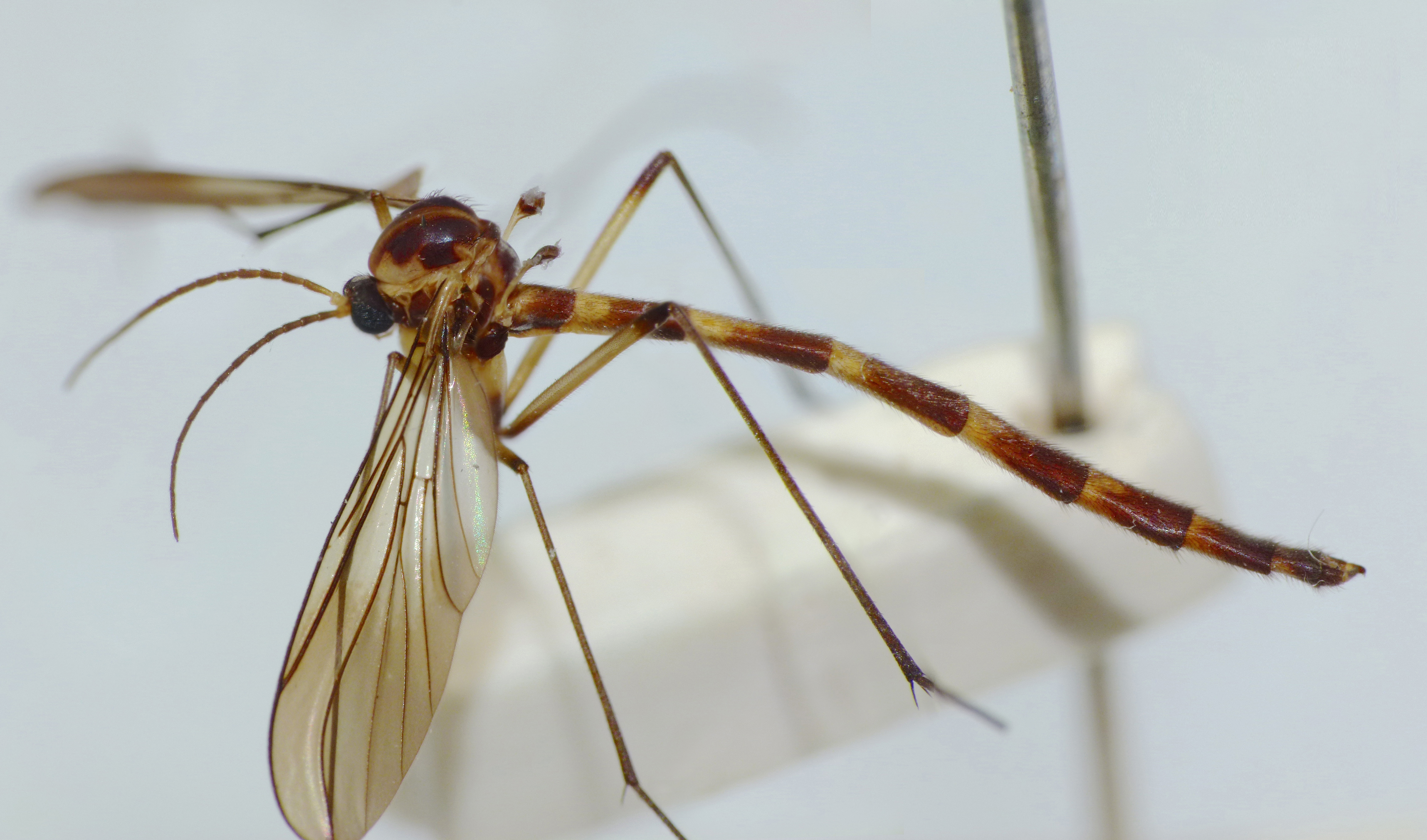
Imago d'Arachnocampa luminosa